# Česká hlava
Česká hlava je nejvyšší české vědecké vyznamenání. Původně představovalo soukromou iniciativu na podporu vědecké a technické inteligence v Česku, založenou v roce 2002.
Hlavním cílem projektu je popularizace vědy a techniky spolu se zvyšováním všeobecné prestiže těchto oborů. K projektu se později připojily i státní organizace, takže dnes probíhá mnoho z pořádaných akcí ve spolupráci např. s Ministerstvem školství, Akademií věd či Ministerstvem průmyslu a obchodu.

## Každoroční vědecké konference
Projekt Česká hlava organizuje každoročně vědecko-průmyslové fórum, které slouží k setkávání a diskusi mezi zástupci státu, vědecké komunity a průmyslu. Řečníky jsou zpravidla významné osobnosti těchto oborů včetně nositelů Nobelových cen.

## Udílení cen České hlavy
Kromě jiných akcí jsou také udělovány jednou do roka v rámci slavnostního večera ocenění České hlavy – nejprestižnějším oceněním je Národní cena vlády České republiky Česká hlava spojená s mimořádnou finanční odměnou. Kromě této ceny za celoživotní přínos je udíleno také mnoho menších cen, obvykle spojených se sponzory těchto ocenění (např. INVENCE, cena Škody Auto, a. s. či DOCTORANDUS, cena Siemens za inovativní přístup).
Česká hlava je původní soukromý projekt, jež vznikl v roce 2002 s cílem popularizovat vědu a zvýšit společenskou prestiž tuzemských technických a vědeckých pracovníků coby hlavních tvůrců ekonomické prosperity země. U jeho vzniku stáli mimo zakladatelů též intelektuálové z veřejného života v čele se spisovatelem Arnoštem Lustigem, či profesorkou Evou Sykovou.
V rámci tohoto projektu jsou každoročně oceňovány nejlepší výsledky vědeckých prací, které realizovaly čeští vědci, výzkumníci, ale i studenti. Ceny pro ty nejlepší jsou dotovány částkou v celkové hodnotě téměř dvou miliónů korun a jejich předávání je vysíláno Českou televizí.
Historicky se k tomuto projektu připojili též některé státní organizace (Ministerstvo průmyslu a obchodu, Akademie věd, Ministerstvo školství mládeže a tělovýchovy atd.), které tak potvrdili opodstatněnost a prestiž tohoto projektu, kterému se v mediích začalo lidově přezdívat „Česká nobelovka“.
V roce 2006 se k projektu připojil též Úřad vlády České republiky, a vznikla tak nejprestižnější cena pro českého vědce, Národní cena vlády Česká hlava. Laureát této ceny je odměněn částkou 1 milión korun.
Projekt Česká hlava má též několik podprojektů, z nichž České hlavičky jsou zaměřeny na podporu, propagaci a především motivaci středoškolských studentů, kteří mají mimořádné výsledky v oblasti přírodních a technických oborů. Cílem tohoto projektu je ocenit ty, kteří se již v mladém věku věnují těmto oborům a mají za sebou kvalitní výsledky. Nedílnou součástí je též pomoc v budování jejich vědecké kariéry a otevření dalších možností ve studiu, dalším výzkumu, či uplatnění v soukromých společnostech.

### Machři roku
Machři roku je projekt na podporu a obnovení prestiže odborného školství, které se v posledních dvou dekádách dostává do existenčních problémů, což má dopad i na průmyslová odvětví.
Ústředním bodem tohoto projektu je pak každoroční celostátní setkání učňovské mládeže, odborných sdružení, cechů, škol, ale i soukromých firem z různých odvětví. V rámci tohoto setkání, které se vždy koná v jednom z krajských měst (střídavě Čechy, Morava, Slezsko) je pořádána soutěž v několika řemeslných oborech, výstava řemesel s praktickými ukázkami, ale i představení nejnovějších technologií z průmyslové oblasti.

## Česká hlava

### Národní cena vlády Česká hlava
Cena udělována vládou ČR za mimořádné výsledky ve výzkumu a vývoji – finanční ocenění 1 milion Kč.

### Invence, cena Kapsch
Cena se uděluje za objev či mimořádný počin, uskutečněný v posledních několika letech v oblasti základního nebo aplikovaného výzkumu či technologických inovací s přihlédnutím k perspektivám jeho využitelnosti v praxi – finanční odměna 300 000 Kč.

### Patria, cena Veolia Voda
Cena se uděluje občanu ČR nebo osobě, která má nebo měla českou či československou státní příslušnost, jež působila v zahraničí a jejíž mimořádný počin v oblasti základního nebo aplikovaného výzkumu či v oblasti technologických inovací nebo jejíž odborné či manažerské kvality se úspěšně prosadily v zahraničí v posledních několika letech – finanční odměna 200 000 Kč.

### Industrie, cena MPO
Cena se uděluje tuzemské nebo zahraniční firmě, působící v ČR, která v uplynulých několika letech realizovala nejvýraznější novou technologii či výrobek na území ČR.

### Doctorandus, cena Skupiny ČEZ
Cena se uděluje za inovativní přístup, nejvýraznější počin, odbornou nebo vědeckou činnost studentovi doktorského studijního programu – finanční odměna 100 000 Kč.

### Gaudeamus, cena Všeobecné zdravotní pojišťovny ČR
Cena se uděluje za nejvýraznější počin, odbornou nebo vědeckou činnost studentovi bakalářského nebo magisterského studijního programu – finanční odměna 60 000 Kč.

### Odborná porota
Roku 2017 byla odborná komise v následujícím složení:
- Prof. Ing. Richard Hindls, CSc. dr. h. c. – Vysoká škola ekonomická v Praze, předseda odborné poroty
- Prof. RNDr. Václav Pačes, DrSc. – biochemik, předseda Učené společnosti České republiky
- Prof. MUDr. Cyril Höschl, DrSc. FRCPsych – Národní ústav duševního zdraví
- Prof. Ing. Pavel Hobza, DrSc. FRSC. – vedoucí v Ústavu organické chemie a biochemie AV ČR, v.v.i.
- Ing. Zbyněk Frolík – generální ředitel L I N E T spol. s.r.o.
- Prof. RNDr. Ivan Netuka, DrSc. – Matematický ústav UK
- Prof. Ing. Edita Pelantová, CSc. – Fakulta jaderná a fyzikálně inženýrská, ČVUT
- Prof. RNDr. Marie Stiborová, DrSc. – Přírodovědecká fakulta, Katedra biochemie, UK
- Doc. PharmDr. Tomáš Šimůnek, Ph.D. – děkan Farmaceutické fakulty Univerzity Karlovy v Hradci Králové
- Prof. MUDr. Vladimír Beneš, DrSc. – Neurochirurgická a neurologická klinika 1.LF UK a ÚVN
- Prof. Ing. Michael Valášek, DrSc. – vedoucí Ústavu Mechaniky, biomechaniky a mechatroniky ČVUT v Praze

Od roku 2002 do roku 2016 byla předsedkyní odborné komise Eva Syková a místopředsedou František Šmahel.

## České hlavičky

### MERKUR, „Ekonomie a podnikání“, cena VŠE
Cena se uděluje za práce a projekty z oblasti ekonomie, podnikání a řízení, realizované nebo kompletně zpracované podnikatelské záměry, či za vědecké projekty z jiných oblastí, u kterých bude prokázán významný ekonomický efekt
- finanční příspěvek 30 000 Kč.

### GENUS, „Člověk a svět kolem něj“, cena EKOKOM
Cena se uděluje za odborné práce a projekty z oblasti chemie, biochemie, biologie a zdravotnictví a za technologie či techniku zlepšující, nebo chránící životní prostředí
- finanční příspěvek 30 000 Kč.

### INGENIUM, „Svět počítačů a komunikace“ cena ABB
Cena se uděluje za práce a projekty v oblastech informatiky, matematiky, elektrotechniky, programování a komunikace
- finanční příspěvek 30 000 Kč.

### FUTURA, „Řešení pro budoucnost“, cena Všeobecné zdravotní pojišťovny ČR
Cena se uděluje za praktické projekty, zlepšovací návrhy a vynálezy, technologie a inovace, které teoreticky či prakticky posouvají současný stav dopředu nebo obohacují dosavadní úroveň poznání zejména v oblastech fyziky, strojírenství, stavebnictví, průmyslu, či dopravy
- finanční příspěvek 30 000 Kč.

### ABRAXAN, „Vstupenka do vědy“, cena Ministerstva školství, mládeže a tělovýchovy
Cena se uděluje žákům a studentům do 15 let věku za práce a projekty v nehumanitních oborech
- finanční příspěvek 15 000 Kč.

### Odborná komise
- předseda a garant pro cenu „Merkur“: prof. Ing. Stanislava Hronová, CSc. – profesorka na katedře ekonomické statistiky, VŠE Praha
- místopředseda a Garant pro cenu „Ingenium“: prof. Ing. Petr Doucek, CSc. – proděkan pro vědu a výzkum, VŠE Praha
- garant pro cenu „Futura“: prof. Dr. Ing. Zdeněk Kůs – vedoucí Katedry oděvnictví, Technická univerzita v Liberci
- garant pro cenu „Genus“: Ing. František Foret, DSc. – ředitel Ústavu analytické chemie AV ČR
- garant pro cenu „Sanitas“: prof. RNDr. Václav Hořejší, CSc. – vědecký pracovník, Ústav molekulární genetiky AV ČR
- RNDr. Jiří Grygar, CSc. – astrofyzik, Fyzikální ústav AV ČR
- doc. RNDr. Antonín Kučera, CSc. – Katedra teoretické informatiky a matematické logiky MFF UK
- prof. Ing. Blahoslav Maršálek, CSc. – vedoucí oddělení Experimentální fykologie a ekotoxikologie Botanického ústavu AV ČR
- doc. RNDr. Martin Vlach, PhD. – proděkan pro propagaci, MFF UK

## Držitelé Národní ceny
| Rok  | držitel                    | obor                                  | cena udělena za |
| ---- | -------------------------- | ------------------------------------- | --- |
| 2002 | Karel Smetana, Jiří Labský | biologie                              | využití polymerních nosičů keratinocytů pro krytí kožních defektů |
| 2003 | Zdeněk Herman              | fyzikální chemie                      | studium dynamiky elementárních chemických reakcí iontů |
| 2004 | Jaroslav Němec             | jaderná energetika                    | rozvoj jaderné energetiky v Československu/Česku |
| 2005 | Armin Delong               | elektronová mikroskopie               | rozvoj elektronové mikroskopie v Československu a přenos oborového know-how do průmyslového využití                                                                             |
| 2006 | Jaroslav Kurzweil          | matematika                            | příspěvek ke studiu teorie integrálních a diferenciálních rovnic |
| 2007 | Antonín Holý               | chemie                                | vývoj nových preparátů využitelných v boji proti AIDS a dalším závažným chorobám                                                                                                |
| 2008 | Pavel Hobza                | chemie                                | celoživotní dílo a výzkum ve výpočetní chemii – obor nekovalentní interakce a jejich aplikace na biologické problémy                                                            |
| 2009 | Josef Koutecký             | lékařství                             | celoživotní dílo a výzkum v oboru dětské onkologie |
| 2010 | Jan Svoboda                | virologie                             | práce na objasnění životního cyklu retrovirů, čímž otevřel možnosti medicíny léčit mnohé zákeřné choroby.                                                                       |
| 2011 | Petr Widimský              | lékařství                             | intervenční léčbu akutního infarktu myokardu |
| 2012 | Pavel Klener               | lékařství                             | průkopnictví v zavádění chemoterapie zhoubných nádorů do klinické praxe, její vysvětlování moderními poznatky molekulární biologie a založení této disciplíny v Československu. |
| 2013 | František Šmahel           | historie                              | výzkum husitského období českých dějin, jeho očišťování od nacionálních i politických kontextů, a příspěvek k poznání pozdně středověké střední Evropy                          |
| 2014 | Emil Paleček               | biofyzikální chemie                   | položení základů oboru elektrochemie nukleových kyselin |
| 2015 | Martin Hilský              | anglistika                            | překlad kompletního díla Williama Shakespeara do češtiny |
| 2016 | Jiří Forejt                | genetika                              | za celoživotní výzkum v oblasti myší genetiky |
| 2017 | Petr Sommer                | archeologie                           | za výzkum v oblasti středověku a církevní archeologie |
| 2018 | Jaroslav Doležel           | botanika                              | za celoživotní výzkum v oblasti genetiky rostlin |
| 2019 | Miroslav Bárta             | egyptologie                           | za výzkum starověkých civilizací |
| 2020 | Václav Hořejší             | imunologie                            | celoživotní přínos ve vědě |
| 2021 | Vladimír Kučera            | teorie systémů a automatického řízení | celoživotní přínos ve vědě |
| 2022 | Petr Pyšek                 | ekologie invazí                       | celoživotní přínos ve vědě |
| 2023 | Zuzana Moťovská            | lékařství                             | celoživotní přínos na mezinárodní úrovni v oblasti kardiologie |
| 2024 | Tomáš Jungwirth            | fyzika                                | celoživotní přínos vědeckému výzkumu a úspěchy v oboru spintroniky |